# Blechnum pteropus
Blechnum pteropus är en kambräkenväxtart som först beskrevs av Kze., och fick sitt nu gällande namn av Georg Heinrich Mettenius. Blechnum pteropus ingår i släktet Blechnum och familjen Blechnaceae. Inga underarter finns listade.